# Babinac, Kozarska Dubica
Babinac je naselje v občini Kozarska Dubica, Bosna in Hercegovina. 

## Deli naselja
Babinac, Ćolići, Gornji Babinac, Srednji Babinac in Stanići.

## Prebivalstvo
| Pregled števila prebivalcev po letih | Pregled števila prebivalcev po letih | Pregled števila prebivalcev po letih | Pregled števila prebivalcev po letih | Pregled števila prebivalcev po letih | Pregled števila prebivalcev po letih |
| ------------------------------------ | ------------------------------------ | ------------------------------------ | ------------------------------------ | ------------------------------------ | ------------------------------------ |
| 1948                                 | 1953                                 | 1961                                 | 1971                                 | 1981                                 | 1991                                 |
| -                                    | -                                    | -                                    | 334                                  | 303                                  | 254                                  |

| Narodna sestava prebivalstva po letih                                                                                      | Narodna sestava prebivalstva po letih                                                                                        | Narodna sestava prebivalstva po letih                                                                                      |
| --- | --- | --- |
| 1971 | 1981 | 1991 |
| . skupaj: 334 Srbi 330 (98,80 %) Hrvati 1 (0,29 %) Muslimani 1 (0,29 %) Jugoslovani 1 (0,29 %) drugi in neznano 1 (0,29 %) | . skupaj: 303 Srbi 263 (86,79 %) Hrvati 1 (0,33 %) Muslimani 0 (0,00 %) Jugoslovani 39 (12,87 %) drugi in neznano 0 (0,00 %) | . skupaj: 254 Srbi 251 (98,81 %) Hrvati 0 (0,00 %) Muslimani 0 (0,00 %) Jugoslovani 3 (1,18 %) drugi in neznano 0 (0,00 %) |